# プラモのモ子ちゃん
プラモのモ子ちゃん（ぷらものもこちゃん）は、ふじたゆきひさ（藤田幸久）による、タミヤのマスコットキャラクター。1980年代にタミヤ（田宮模型）の出版物に登場した。

## 概要
当時田宮模型（現・タミヤ）の社員だった藤田幸久（現・漫画家、イラストレーター。当時の名義は「ふじたゆきひさ」）が手掛けた9コマ漫画として、1981年よりタミヤのプラモデルに同梱された。やたらマニアックなプラモデルの知識を持つ「モ子ちゃん」が、ウサギの「ラビ君」と一緒に、初心者にプラモデルの作り方のコツなどをレクチャーしながら、タミヤの商品の販促や「タミヤニュース」（タミヤの発行する情報誌）の宣伝を行っていた。
1981年当時のタミヤはキャラクターなどを手掛けていなかった硬派なプラモデルメーカーだったが、「モ子ちゃん」の漫画とキャラクターは非常に好評で、プラモ同梱の漫画をまとめたものが「保存版」として販売された。さらに、モ子ちゃんが初心者にプラモの作り方をレクチャーする『モ子ちゃんのプラモ制作ガイドブック』などの小冊子が販売されたほか、『コミックボンボン』でも「モ子ちゃん」が登場するタミヤの販促が掲載された。
またふじた自身の漫画も好評で、「タミヤコミックス」と題してタミヤの出しているマシンを美少女が操縦する販促漫画が執筆され、模型屋で配布された。タミヤコミックス5「プラスチックモデルのできるまで モ子ちゃんのプラモ工場見学記」はモ子ちゃんが主人公である。

## 登場出版物
- 『モ子ちゃんの（プラモ）基本ガイドブック』
- 『モ子ちゃんの（プラモ）塗装ガイドブック』
- 『モ子ちゃんの（プラモ）制作ガイドブック』
- 『モ子ちゃん模型講座』
- 『モ子ちゃんのRC講座』
- 『タミヤコミックス』